# Haute couture

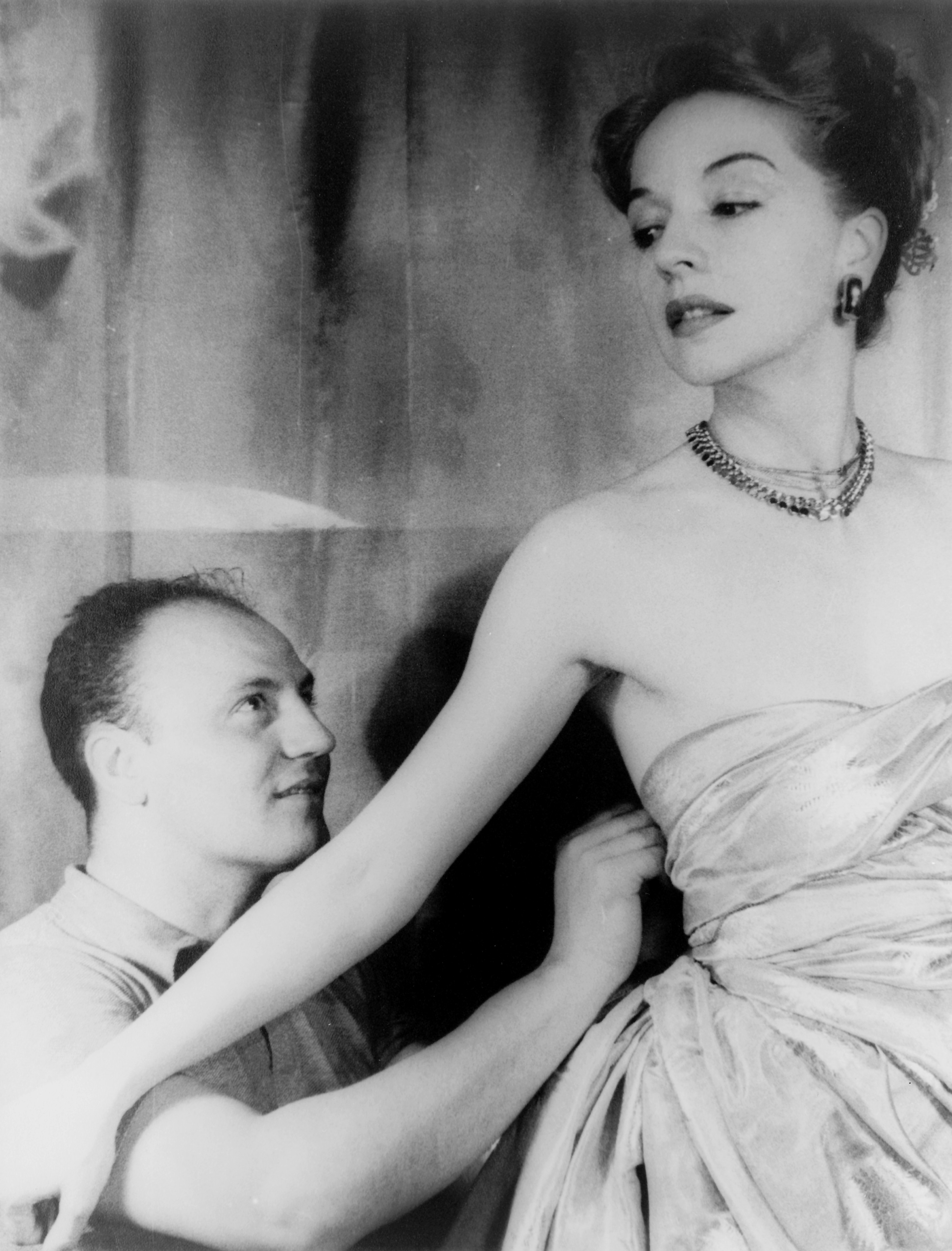
Pierre Balmain đang chỉnh sửa chiếc váy cho Ruth Ford năm 1947 (chụp bởi Carl Van Vechten)

May đo cao cấp (tiếng Pháp: haute couture) là việc thực hiện những trang phục thời trang được đặt may riêng do các hãng nổi tiếng thực hiện. Được xem như thứ hàng xa xỉ bậc nhất, một số váy áo Haute couture do các nhà mẫu như Chanel, Christian Dior... may đo riêng cho khách hàng có thể lên tới 100.000 euro.
Hiện nay Haute couture chủ yếu vẫn chỉ ở Paris và được Luật bảo vệ, do Phòng Thương mại và Công nghiệp Paris (Chambre de commerce et d'industrie de Paris) quản lý. Haute couture vốn gốc từ tiếng Pháp.

## Kỹ thuật may

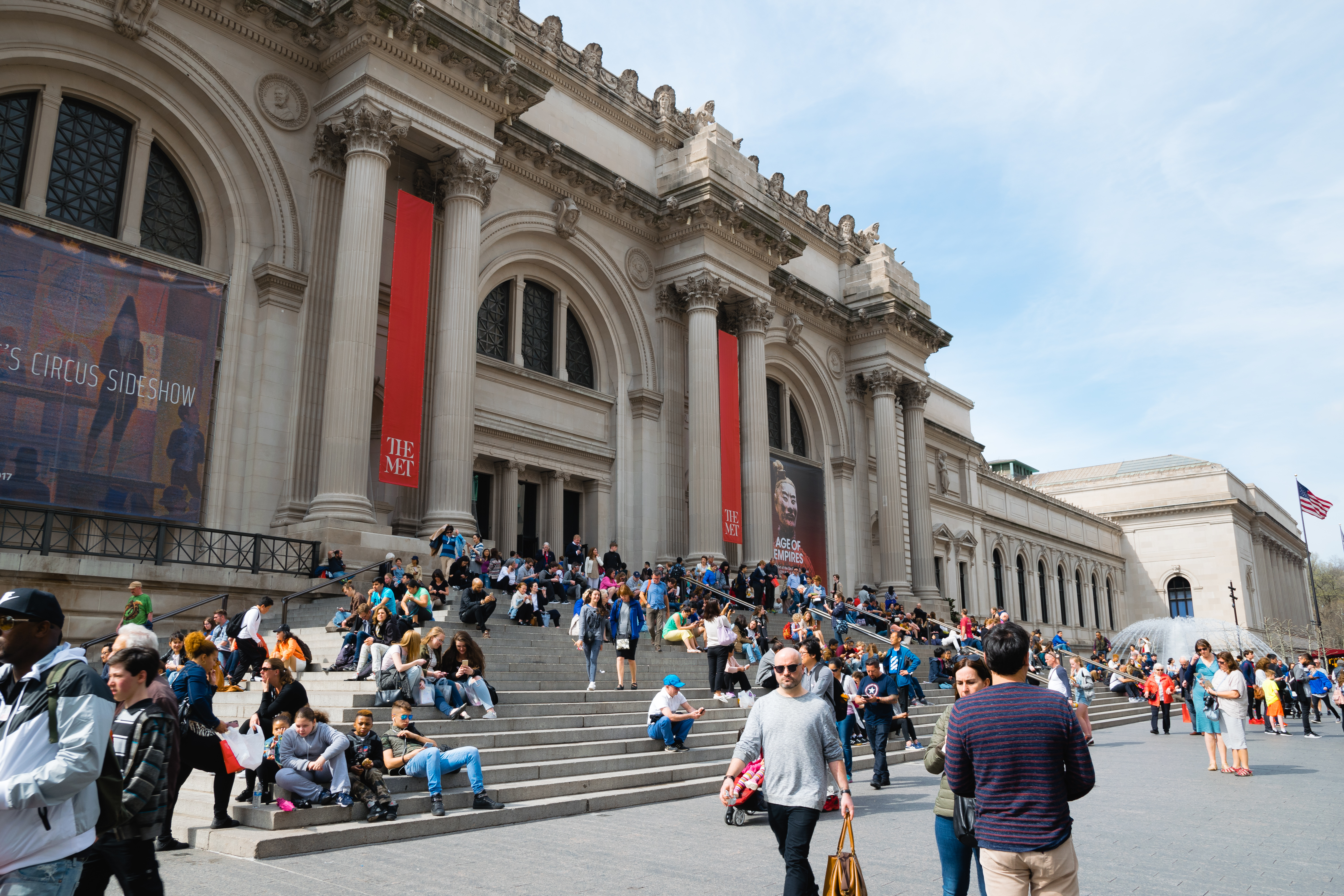
Sự kiện tại bảo tàng MET

Thông thường nó được thiết kế cho một khách hàng cụ thể. Chất liệu làm nên bộ trang phục này rất tốn kém chủ yếu là vải rất đắt tiền được may khâu bằng tay, từ công đoạn đầu tiên đến cuối cùng được may một cách tỉ mỉ với sự chú ý cực kỳ đến từng chi tiết và thường tốn nhiều thời gian. Được thực hiện bởi những người thợ may giàu kinh nghiệm và năng lực nhất.

## Bộ sưu tập
Các bộ sưu tập diễn ra hai lần trong năm vào tháng giêng và tháng bảy trong khuôn khổ Tuần lễ thời trang Paris.

## Các nhà mẫu

### Thành viên chính thức

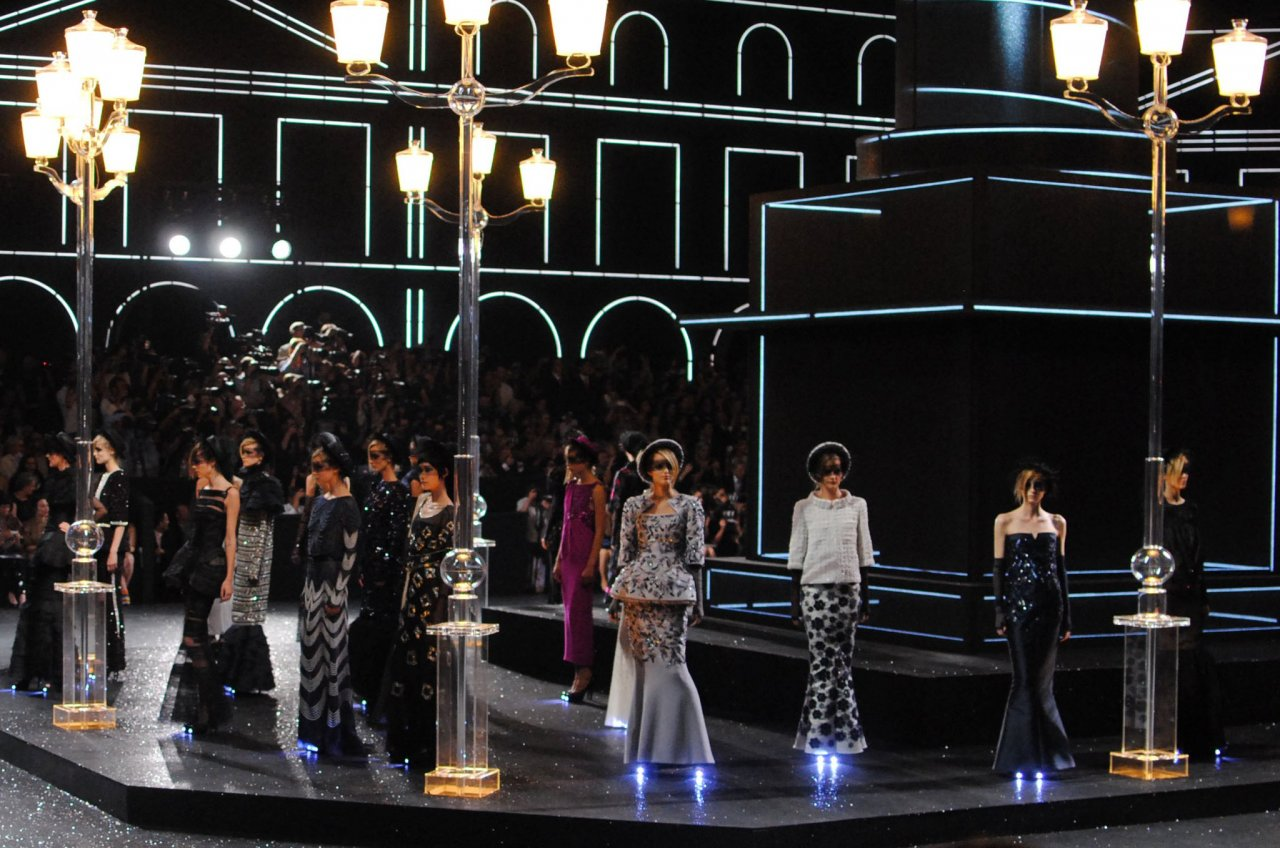
Bộ sưu tập Haute Couture Thu/Đông 2011/12 của Chanel.

Chambre Syndicale de la Haute Couture hôm nay một trong ba thành phần của Liên đoàn Pháp Couture dành cho thợ may và thiết kế thời trang, được thành lập vào năm 1973 và chủ trì bởi Didier Grumbach. Hiện nay, một trong những nhà may sau là thành viên chính thức Haute Couture ở Paris:
- Adeline André
- Alexandre Vauthier
- Alexis Mabille
- Bouchra Jarrar
- Chanel
- Christian Dior
- Frank Sorbier
- Givenchy
- Giambattista Valli
- Jean-Paul Gaultier
- Maison Margiela
- Julien Fournié
- Maison Rabih Kayrouz
- Maurizio Galante
- Stephane Rolland
- Schiaparelli

### Thành viên quốc tế
Chambre Syndicale de la Haute Couture cũng công nhận các thành viên quốc tế khác mặc dù không ở tại Paris:
- Fendi Couture
- Elie Saab
- Giorgio Armani (với dòng Amarni Privé)
- Iris Van Herpen
- Ulyana Sergeenko
- Valentino
- Viktor & Rolf
- Versace[5]

### Cựu thành viên
Một số nhà mẫu khác vì các lý do khác nhau đã không còn tham gia Haute Couture:
- Anne Valérie Hash
- Balenciaga
- Christian Lacroix
- Emanuel Ungaro tạm ngưng vào năm 2004[6]
- Guy Laroche
- Hanae Mori
- Jean Patou
- Lanvin
- Loris Azzaro
- Marcel Rochas
- Nina Ricci
- Paco Rabanne
- Pierre Cardin
- Torrente
- Yves Saint Laurent